# Mato Neretljak
Mato Neretljak (Orašje, Bòsnia i Hercegovina, 3 de juny de 1979) és un futbolista croat. Va disputar 10 partits amb la selecció de Croàcia.